# The Hungover Games
The Hungover Games är en parodi från 2014, regisserad av Josh Stolberg. Filmens titel och handling baserar sig på två andra filmer, Baksmällan (The Hangover) och action-äventyrsfilmen The Hunger Games. Den parodierar även fantasykomedin Ted, Pirates of the Caribbean, Avatar, Kalle och chokladfabriken, The Human Centipede, The Lone Ranger, Django Unchained, Thor, Carrie, District 9 och The Real Housewives.

## Handling
Fyra vänner beger sig till en svensexa för deras vän Doug, som ska gifta sig med en man som heter Tracey. De bestämmer sig för att ha en lugn kväll på ett litet hotell i Laughlin, Nevada. En av vännerna, Zach, kläs i tvångskläder för att säkerställa att han inte drogar dem, medan de dricker alkoholfritt öl.
När vännerna vaknar nästa morgon befinner de sig i ett konstigt rum fyllt av sexleksaker och de märker att Doug saknas. En kvinna vid namn "Effing" kommer in i rummet och Zach känner igen henne som en reinkarnation av Effie Trinket. När en annan av vännerna - Ed - försöker lämna rummet och öppnar dörren för att sedan upptäcka att de befinner sig ombord ett tåg, inser Zach att de är en del av Hunger Games, eller "Hungover Games", som Effing kallar det. Hungover Games är en kamp på liv och död på en arena mellan olika Hollywooddistrikt. De tre vännerna ser en video på Zachs mobil och inser att Doug och de övriga tre vännerna hade erbjudit sig ställa upp i kampen under sitt berusade tillstånd kvällen före. De förstår att de måste delta i kampen för att hitta Doug och få honom tillbaka till bröllopet i tid. En lång serie av blodiga slagsmål som slutar med flera mord utspelar sig. Lite senare vaknar vännerna upp i sitt hotellrum och förstår att alltihop var en dröm som de alla hade och de beger sig till Dougs bröllop.

## Roller
- Ben Begley - Ed
- Ross Nathan - Bradley
- Herbert Russell - Zach
- Rita Volk - Katnip Everlean
- John Livingston - Doug
- Robert Wagner - Liam
- Bruce Jenner - Skip Bayflick
- Hank Baskett - Stephen A. Templesmith
- Brandi Glanville - Housewife Veronica
- Camille Grammer - Housewife Tanya
- Kyle Richards - Housewife Heather
- Dat Phan - Bao
- Sam Pancake - Tracey
- Ron Butler - President Snowbama
- Tara Reid - Effing White
- Chanel Gaines - Boo
- Kayden Kross - Topless Blonde
- Jonathan Silverman - Chineca Lame
- Jamie Kennedy - Justmitch / Willy Wanker / Tim Pistol
- Steve Sobel - Kaptain Kazakstan
- Sophie Dee - Topless Brunette
- Caitlin Wachs - Carrie aka Scary
- Terra Jolé - Teddy

## Mottagande
Filmen fick initialt ganska svalt mottagande, bl.a. gav recensenten Brian Orndorf som skrev för blu-ray.com filmen 3 av 10 stjärnor. Därefter gick dock försäljningen hyggligt; filmen såldes i olika DVD-utgåvor i USA till ett värde av cirka 276 000 dollar.